# Den spieghel der behoudenessen
Den spieghel der behoudenessen is een werk van de Brusselse stadsdichter Jan Smeken.

## Beschrijving
Het is naar geest en vorm een laatmiddeleeuws didactisch-moraliserend strofisch gedicht. Het betreft een bekeringsverhaal vol met allegorieën. Dit was stichtelijke lectuur, voor hen die van het rechte pad waren afgedwaald en bang waren voor de hel. Er ligt een grote nadruk op berouw, want wie berouw toont, komt wel in de hemel terecht. Dit gedicht was een van de eerste drukken van Thomas van der Noot, een 16e-eeuwse boekdrukkunstenaar die zeer belangrijk was voor de verspreiding van literatuur in Brussel. Als dichter en vertaler was hij een rederijker, maar als drukker behoorde hij tot de nieuwe generatie geleerden. Het jaar van uitgave is onbekend, maar een datering omstreeks 1508 is wel naar voren geschoven. Het enige bekende exemplaar van Den spieghel der behoudenessen bevindt zich nu in de staats- en universiteitsbibliotheek van Hamburg. Een moderne editie ontbreekt vooralsnog.
Vormelijk is het werk een 271 strofen tellend gedicht. Elke strofe bestaat uit ongeveer tien regels. Het rijmschema is AABAABBBCC, en er is binnenrijm aanwezig. Jan Smeken bewijst zijn auteurschap door middel van een acrostichon van zijn naam in de voorlaatste strofe. De laatste strofe bevat ook een acrostichon en lijkt aan een zekere Bossaert te zijn gericht. Het is niet helemaal duidelijk wie Smeken hiermee bedoelde.

## Inhoud
Het verhaal begint met een jager die voor een tempel staat met zijn acht honden. Deze honden zijn de personificaties van de zintekens uit het zinnenspel. Ze staan voor de vijf klassieke zintuigen (Riecken, Smaken, Gevoelen, Sien en Horen) en voor de drie krachten der ziel (Memorie playsant, Wille en Verstant). Deze honden brengen hem in ongemak, en de jager wordt zelf een prooi, tVerdoelde Herte. Nadat zijn honden zijn weggelopen en hij overmand wordt door onweer en slangen, verschuilt het Herte zich in een boom. Daar belooft God algemene beterschap. Dan valt hij in slaap en droomt hij van een olifant, die hem een brief van God geeft. Deze brief herinnert hem eraan dat God op de hoogte is van al zijn zonden. Dan neemt de olifant de jager mee, en voert hem weg. Onderweg geneest hij van drucke; dit is het begin van zijn bekering. Herte komt aan bij een tempel en kijkt door het raam naar binnen waar hij de Bekeerde Sondaer op zijn knieën ziet zitten. Voor deze Sondaer staan drie mooie vrouwen: Geloof, Hoop en Caritate. De Sondaer kijkt in de Spiegel der behoudenessen. Ondertussen voelt Herte berouw en biecht hij, waardoor hij bevrijd wordt van zijn zonden. Hij knielt neer naast de Sondaer, en samen overwegen ze het lijden van Jezus. Uiteindelijk zien ze de hemel open gaan en al wie daar vertoeft. Toch ziet hij ook de pijnen van de hel, die zo angstaanjagend zijn dat Herte wakker wordt. Uiteindelijk heeft tVerdoelde Herte zich geheel vereenzelvigd met de Bekeerde Sondaer. De bekering en het hemels visioen die hij in zijn droom beleefde, hebben hem ontnuchterd en gesterkt.